# サッサリ・サルデーニャ語
サッサリ・サルデーニャ語（サッサリ・サルデーニャご、サッサリ・サルデーニャ語: SassaresuまたはTurritanu、英: Sassarese language）はインド・ヨーロッパ語族イタロ・西ロマンス語に属する言語である。サッサリ語とも呼ばれる。主にサルデーニャ北西部の歴史的なサッサリ地域で県都サッサリを中心として現在のサッサリ県西部で話されている。島嶼ロマンス語のサルデーニャ語の系統ではなく、ガッルーラ・サルデーニャ語と同じくイタロ・ダルマチア語のコルシカ語の系統に属していると考えられることもある。

## 言語名別称
- サッサリ語
- サッサリ方言
- ササリ方言
- サッサリ・サルディニア語
- サッサリ・サルデーニア語
- サッサリ・サルジニア語
- Northwestern Sardinian
- Sassarese
- Sassarese Sardinian
- Sardinian, Sassarese